# De retour à la source
| Оценки критиков | Оценки критиков |
| Источник        | Оценка          |
| --------------- | --------------- |
| Канадское радио | [ 1 ]           |

De retour à la source — шестой студийный альбом франкоканадской певицы Изабель Буле, выпущенный компанией Audiogram в апреле 2007.

## Список композиций
| №                   | Название                                                               | Длительность |
| ------------------- | ---------------------------------------------------------------------- | ------------ |
| 1.                  | «Entre Matane et Baton Rouge» (Мишель Ривар)                           | 4:29         |
| 2.                  | «Un monde à refaire» (Даниель Дешен)                                   | 4:01         |
| 3.                  | «Adrienne» (Люк Деларошельер)                                          | 4:43         |
| 4.                  | «Simplement tout» (Франсин Раймон, Сильви Массикот / Кристиан Пелокен) | 4:27         |
| 5.                  | «De retour à la source» (Женевьев Бинетт / Дамьен Робитай)             | 4:03         |
| 6.                  | «Lui» (Поль Дареш)                                                     | 4:47         |
| 7.                  | «Aller simple» (Жоран, Элои Пеншо)                                     | 3:35         |
| 8.                  | «Comme un jour sans amour» (Луиза Форестье / Андре Ганьон)             | 4:23         |
| 9.                  | «Tant que l'amour existera» (Закари Ричард)                            | 4:56         |
| 10.                 | «Only A Woman's Heart» (Элеанор Макэвой)                               | 4:03         |
| 11.                 | «Si j'étais perdue» (Клод Лемель, Пьер Деланоэ / Таунс Ван Зандт)      | 3:58         |
| 12.                 | «Mon village du bout du monde» (Джо Дассен, Пьер Деланоэ)              | 4:05         |
| Общая длительность: | Общая длительность:                                                    | 50:50        |

## Альбом
Выход альбома De retour à la source обозначил возвращение Изабель Буле к своим корням и музыке кантри. Часть композиций посвящена семье, отцу, тётке Адриенне и родному полуострову Гаспе. Обозреватель Канадского радио Франсуа Блен, недовольный «бойкими речами» в интервью певицы, и написавший язвительную рецензию, отметил, что для создания диска наряду со старыми сотрудниками Изабель Буле были привлечены новые авторы, написавшие добротные песни, в том числе лирическую балладу Entre Matane et Baton Rouge, ставшую весьма популярной в Квебеке.
При этом критик заметил, что в целом, баллады альбома, посвященные воспоминаниям о семье, дороге, любви и разлуке, не очень выразительны, и ехидно добавил, что для своего возвращения к истокам (pour son retour à la source) «la cowgirl» из Сент-Фелисте выбрала дорогу гладкую и не торную, «тогда как её неизменно плавный голос прекрасно покоится между небом и землёй». От аранжировок критик ожидал большего разнообразия, учитывая, что к работе над записью был привлечён такой известный музыкант, как Рик Хаворт.
В Канаде альбом был на втором месте в топ-листе и стал платиновым. Во Франции, где кантри малопопулярно, не поднялся выше 87 позиции. Диск и концертное шоу получили премию Феликс (в номинациях за лучший кантри-альбом года и лучший спектакль), также диск номинировался в категории лучших продаж, а в 2008 году — на премию Juno Awards как лучший франкофонный альбом. Изабель Буле после двухлетнего перерыва снова стала певицей года, а баллада Entre Matane et Baton Rouge номинировалась в категории самой популярной песни.

## Чарты
| Чарт (2007)           | Место |
| --------------------- | ----- |
| Canadian Albums Chart | 2     |
| Top Albums France     | 87    |
| Ultratop (Wallonia)   | 32    |
| Swiss Albums Chart    | 65    |
|                       |       |